# Курлюк-Су
Курлюк-Су (также Курлюксу; крымскотат. Kürlük Suv, Курьлюк Сув, укр. Курлюк-Су) — маловодная река (балка) на Главной гряде Крымских гор, на территории Симферопольского района, правый приток Ангары. Длина водотока 5,5 километра, площадь водосборного бассейна — 13,0 км².

## География
Река берёт начало на северных отрогах Демерджи, у вершины Хапхал-Баш. Собственно водоток начинается немного ниже по балке, с источника Курлюк-Баш I. Дальнейшем река протекает через открытую поляну урочища Курлюк-Баш. Подпитывается родниками, в основном на левом склоне долины Курлюк-Баш II, Курлюк-Баш III. Курлюк-Су течёт общим направлением на запад, по живописному ущелью Курлюк-Баш, по которому проходят туристические маршруты на Демерджи, Тырке и в Хапхальский заказник через перевал Курлюк-Баш-Богаз (Кара-Оба), причём маршрут № 135 на всём протяжении идёт вдоль русла. В среднем течении реку подпитывают родники на склонах гор Юке-Тепе (левый склон) и горы Замана (правый склон). Также в среднем течении расположен крупный водопад (3 м)44°48′27″ с. ш. 34°21′53″ в. д.. У реки, согласно справочнику «Поверхностные водные объекты Крыма», 1 безымянный приток, Курлюк-Су впадает в Ангару в 8,0 километрах от устья, у шоссе Симферополь — Алушта в районе силовой подстанции троллейбусной линии № 8, водоохранная зона реки установлена в 50 м.

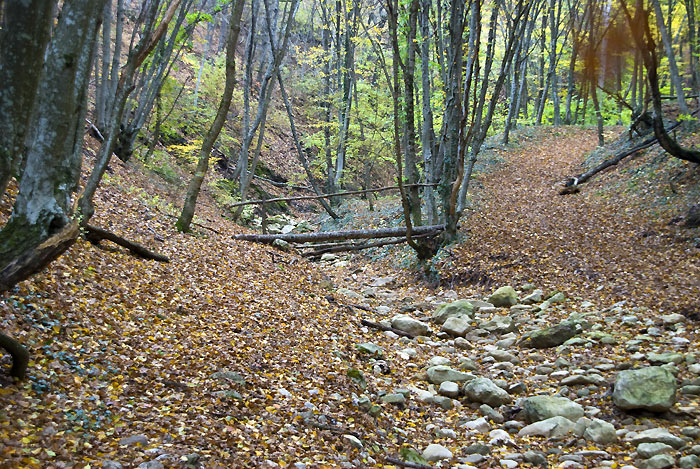
Нижнее течение Курлюк-Су у подстанции №8
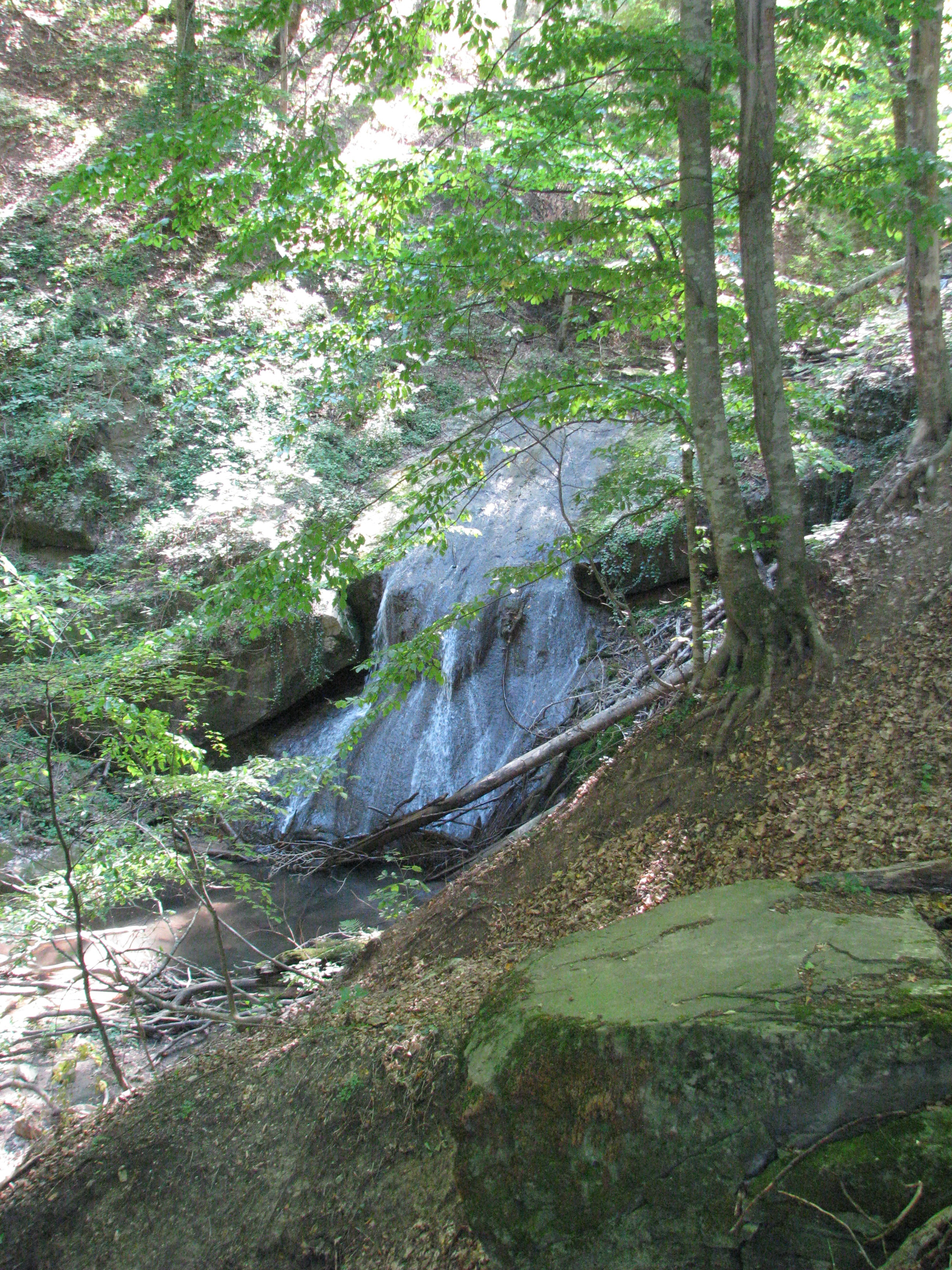
Водопад. Фото А. Трифонова
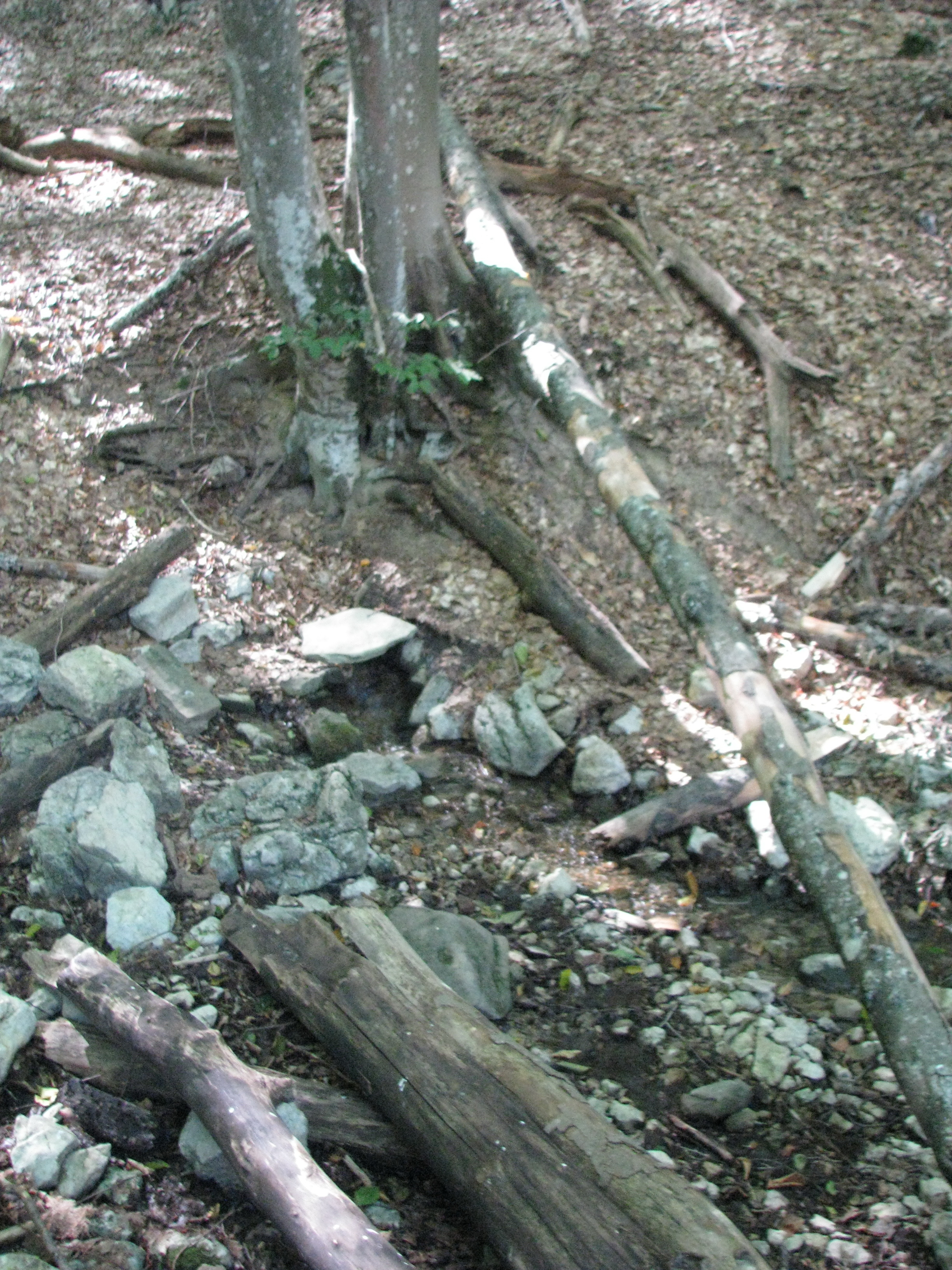
Источник Курлюк-Баш III
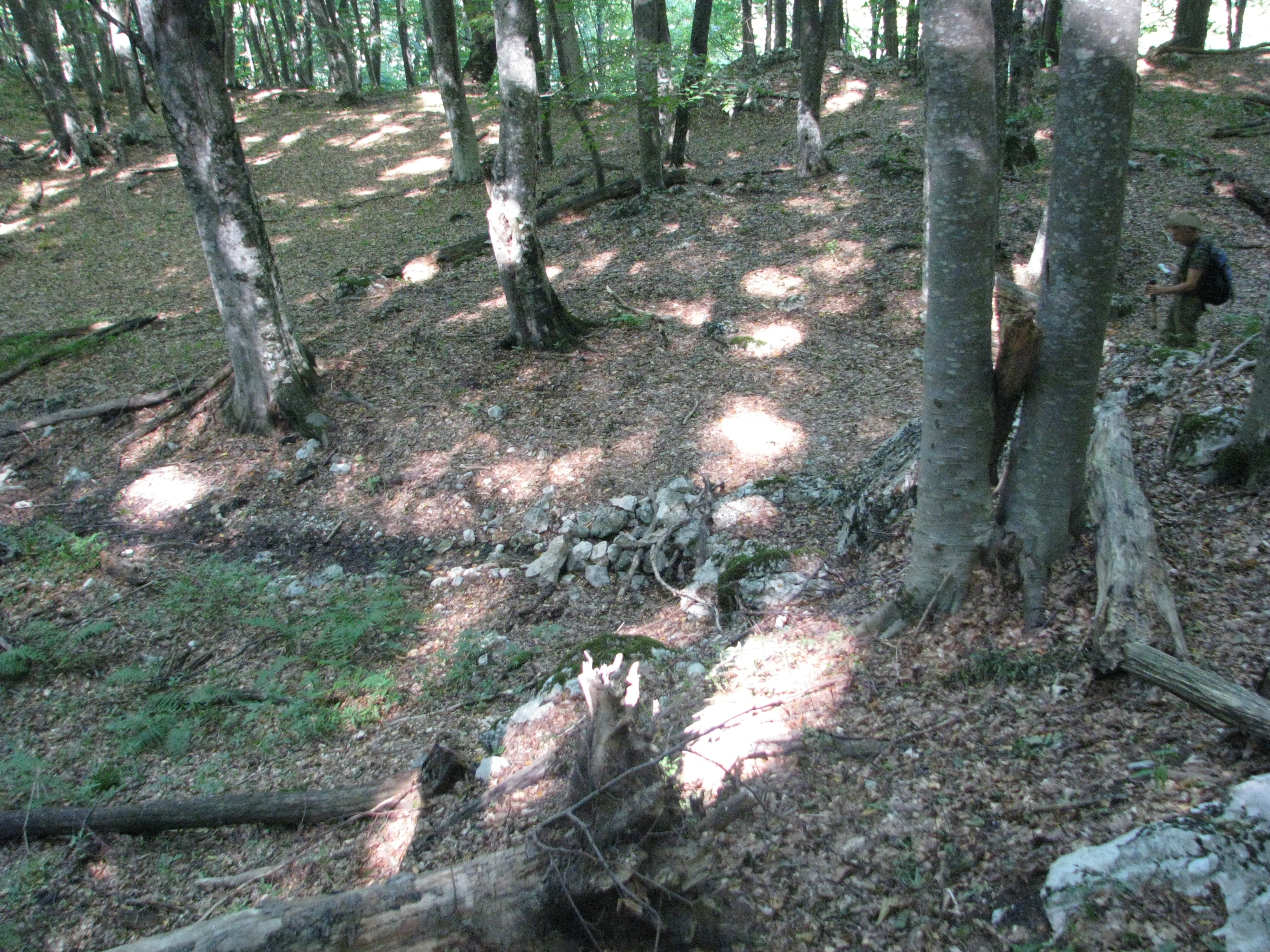
Источник Курлюк-Баш II
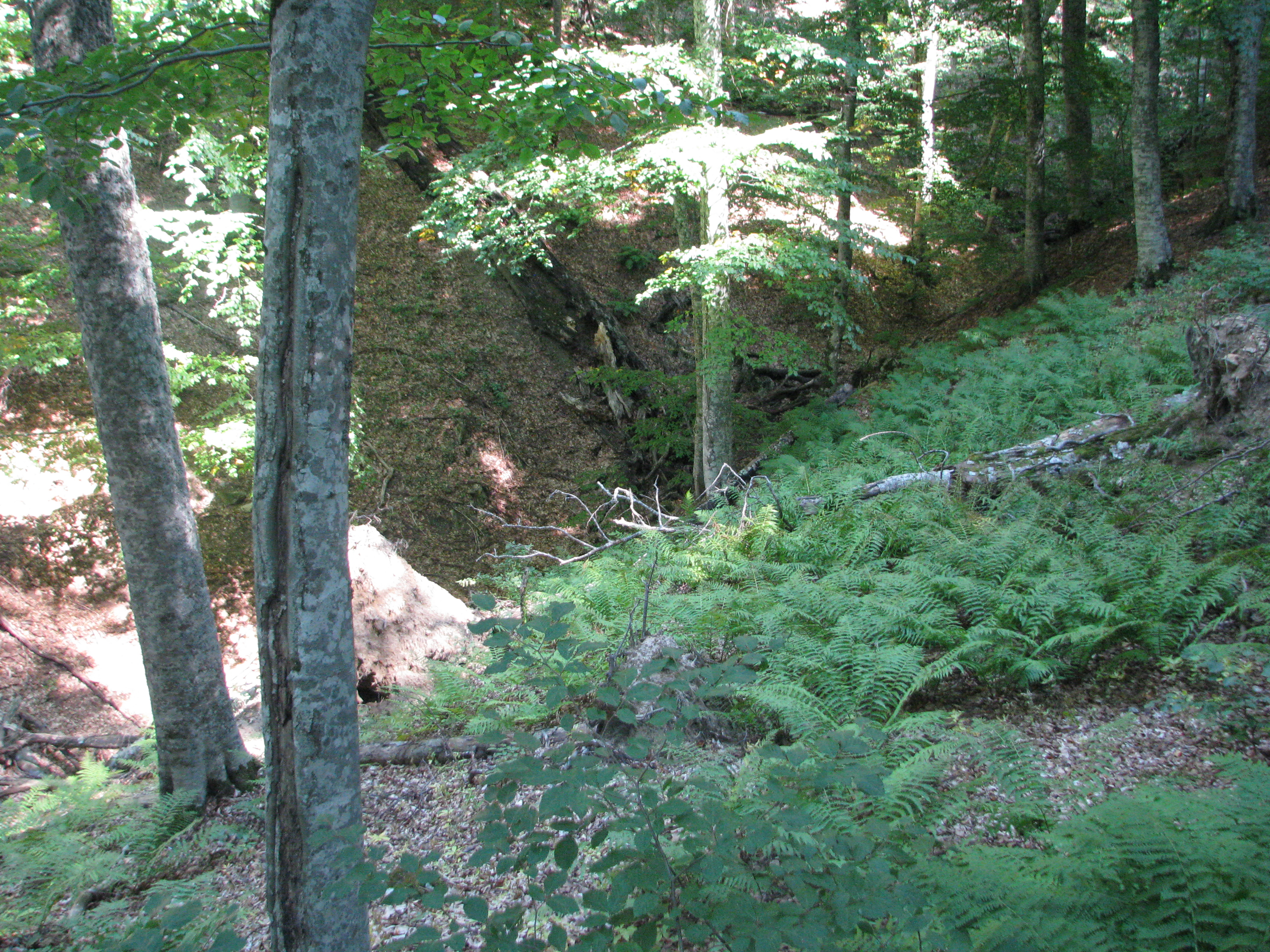
Долина Курлук-Су выше урочища Курлюк-Баш

## История

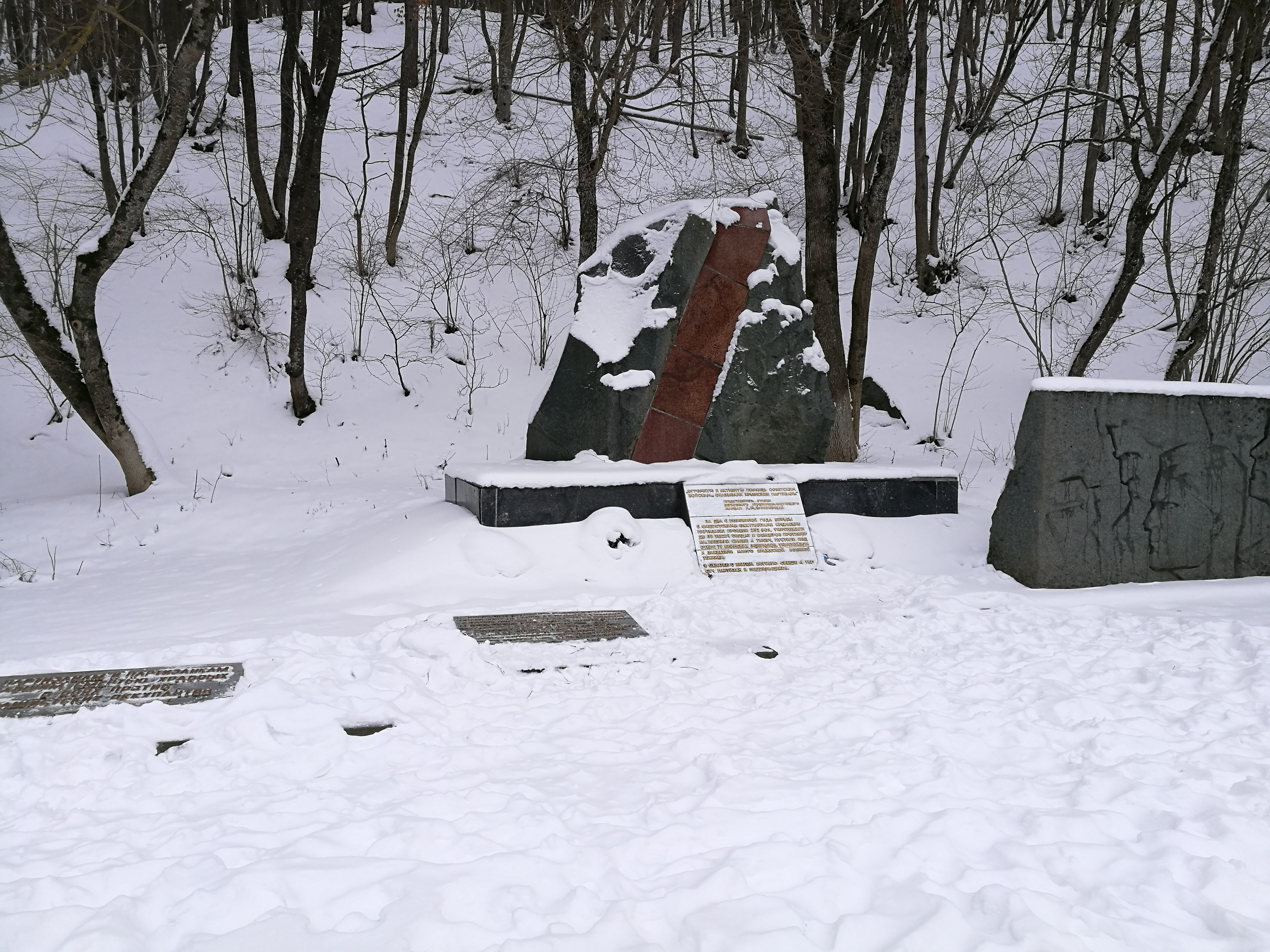
Памятный знак «Партизанская шапка».

В годы Великой Отечественной войны по долине речки проходила важнейшая тропа, связывающая Южное и Северное соединения партизан Крыма. Слева от дороги, сразу за впадением Курлюу-Су в Ангару, был сооружён памятник крымским партизанам «Партизанская шапка». Это каменная диоритовая глыба, очертаниями напоминающая папаху. Торжественно открыт 21 июня 1963 года. Идея создания мемориала принадлежала комиссару Северного соединения Н. Д. Луговому. Авторы проекта — художники Э. М. Грабовецкий (в годы войны участник партизанского движения в Крыму) и И. С. Петров, архитектор Л. П. Фруслов. Скульптор-исполнитель — Б. Ю. Усачев. Памятник построен каменотесами треста «Юждорстрой».